# Cantó de Gaillon
El cantó de Gaillon és un cantó francès del departament de l'Eure, situat al districte de Les Andelys. Té 2 municipis i el cap es Gaillon.

## Municipis
- Aubevoye
- Gaillon

## Història
| Data d'elecció                           | Identitat       | Partit          | Qualitat |
| ---------------------------------------- | --------------- | --------------- | -------- |
| 1945-1949                                | M. Grosjean     | RPF             |          |
| 1949-1967                                | M. Ruffier      | Radical         |          |
| 1967-1973                                | Maurice Maire   | PSU, després PS |          |
| 1973-1979                                | M. Vernier      | Divers droite   |          |
| 1979-1992                                | Maurice Maire   | PS              |          |
| 1992-1998                                | Jacques Benoni  | RPR             |          |
| 1998-                                    | Jean-Luc Recher | Divers gauche   |          |
| les dades anteriors no són pas conegudes |                 |                 |          |
|                                          |                 |                 |          |

## Demografia
| A partir de 1990: Població sense dobles comptes |